# Ловре Рогич
Ловре Рогич (хорв. Lovre Rogić, нар. 27 серпня 1995, Задар) — хорватський футболіст, воротар боснійського клубу «Сараєво». Виступав також за низку хорватських та закордонних клубів. Володар Кубка Боснії і Герцеговини.

## Ігрова кар'єра
Ловре Рогич народився 1995 року в місті Задар, та є вихованець футбольної школи клубу «Шибеник». У 2014 році Рогич розпочав грати в нижчоліговій хорватській команді «Приморац» (Біоград-на Мору), в якій грав до 2015 року. У 2015—2016 роках футболіст грав у нижчолігових німецьких командах «Келькгайм» і «Кальбах», після чого повернувся до клубу «Приморац», у якому виступав до 2018 року.
У 2018 році Ловре Рогич повернувся до клубу «Шибеник», у якому грав до 2023 року. З 2023 року хорватський воротар грає у складі боснійського клубу «Сараєво». У складі команди в сезоні 2024—2025 років футболіст став володарем Кубка Боснії і Герцеговини.

## Титули і досягнення
- Володар Кубка Боснії і Герцеговини (1):

«Сараєво»: 2024–2025